# Turki bin Abd Allah bin Muhammad Al Sa'ud
Turkī bin Abd Allāh bin Muḥammad Āl Saʿūd (in arabo تركي بن عبد الله آل سعود‎?; Dirʿiyya, 1755 – Riyad, 9 maggio 1834), sovrano del Secondo Stato Saudita dal 1819 al 1820 e dal 1824 al 1834.

## Origini
Il padre di Turki era Abd Allah bin Muhammad. Questi era figlio di Muhammad ibn Sa'ud, il fondatore del Primo Stato Saudita e fratello minore di 'Abd al-'Aziz. Turki era quindi cugino di Abd Allah bin Sa'ud, nipote di 'Abd al-'Aziz e ultimo sovrano del Primo Stato Saudita.

## Presa del potere
Turki combatté nella difesa di Dirʿiyya contro gli egiziani e fuggì quando la città fu presa da Ibrāhīm Pascià nel 1818. Questo segnò la fine del Primo Stato Saudita. Trascorse i successivi due anni in clandestinità a causa delle persecuzioni a cui gli Al Sa'ud erano sottoposti. Lo stesso Abd Allah bin Sa'ud venne consegnato agli ottomani che lo giustiziarono a Istanbul nello stesso anno. Turki collaborò brevemente con Mohammad bin Mushari bin Muammar (ibn Muammar), un sovrano arabo sottoposto a Mehmet Ali, che aspirava a governare il Najd. Quando Mushari, il fratello dell'ultimo imam, riuscì a fuggire dalla prigionia egiziana per riaffermare il dominio saudita, Turki lo raggiunse e fu nominato governatore di Riad. Ibn Muammar soppresse rapidamente la rivolta e imprigionò Mushari. Turki lo vendicò catturando ibn Muammar e suo figlio Mushari. Ci fu un tentativo di scambio di prigionieri. Tuttavia Mushari bin Sa'ud venne riconsegnato agli egiziani e di conseguenza ibn Muammar e suo figlio vennero giustiziati. Turki fu quindi costretto nuovamente a nascondersi. A questo punto, molti membri anziani della famiglia Al Sa'ud erano stati uccisi, esiliati o imprigionati, lasciando Turki come uno dei pochi all'interno della famiglia disposti e in grado ad assumerne la guida.

## Regno
Nel 1823 Turki ricomparve per formare un'alleanza con Sawaid, governatore della città di Jalajil, nel Sudair, e ben presto si affermò a Irqah. Fece ulteriori incursioni nel Najd e conquistò importanti insediamenti come Durma e Manfuhah al fine di isolare Riad e la sua guarnigione egiziana. Nell'agosto del 1824 la capitale fu cinta d'assedio e cadde pochi mesi dopo. Turki la designò come nuova capitale saudita dato che Dirʿiyya era stata devastata e in gran parte spopolata dagli egiziani durante la loro occupazione. Anche se era riuscito a ristabilire una comunità politica vitale, Turki scelse di rimanere formalmente un vassallo degli ottomani piuttosto che sfidarli apertamente visto quello che era successo ad Abd Allah bin Sa'ud.
Ciò non inibì negli anni successivi i suoi tentativi di consolidare la sua presenza nel Najd. La città di Al-Kharj, la provincia di al-Qasim e Jabal Shammar vennero conquistate dai sauditi nel 1828, nonostante gli scontri con i beduini locali. Essendo l'Hejaz e il Mar Rosso in mani egiziane, l'ulteriore espansione venne diretta a est. In risposta ad un'invasione di beduini guidati da Banu Khalid, la conquista della provincia orientale venne completata nel 1830. Gli sforzi per estendere l'influenza saudita lungo il litorale del golfo Persico, tuttavia, ebbero alterne fortune. La semplice minaccia di invasione fu sufficiente a sottomettere l'Oman nel 1833. Lo stesso anno però il Bahrein, che tre anni prima aveva accettato di pagare un tributo, si ribellò. Questa situazione era irrisolta al momento della morte di Turki.

## Assassinio
Nonostante il suo successo nel far ritornare la famiglia Al Sa'ud al potere, Turki non poté evitare di cadere vittima delle ambizioni dei suoi parenti. Il 9 maggio 1834, mentre stava lasciando la moschea, gli fu teso un agguato e venne ucciso da tre assassini che lavoravano per suo cugino Mushari bin Abd al-Rahman. In seguito comparve lo stesso Mushari che "con una spada sguainata", lo colpì insistendo sul fatto che lui, e non Faysal, assente per una campagna contro il Bahrein, era il nuovo imam. Faysal, tuttavia, non aveva alcuna intenzione di accettare l'assassino di suo padre e si affrettò a tornare a Riad. Raggiunse la città alla fine del mese. Anche se Mushari fu sconfitto e giustiziato nel giro di poche settimane, ci volle quasi un decennio di lotte contro altri aspiranti usurpatori prima Faysal riuscisse a stabilire la sua autorità come legittimo successore del padre nella guida dello Stato e della famiglia.

## Eredità
L'emirato di Najd sarebbe durato fino al 1891.
Turki è il capostipite di quattro rami della famiglia Al Sa'ud:
- gli Al Faysal: tramite il suo figlio e successore Faysal; questo è il ramo a cui appartiene l'attuale casa regnante. Secondo la Biblioteca del Congresso alla fine XX secolo raggruppava diverse migliaia di discendenti maschi di Turki;[15]
- gli Al Turki:[16] tramite il suo figlio più giovane Abd Allah bin Turki;
- gli Al Jiluwi: tramite suo figlio Jiluwi, nato mentre Turki era in esilio.[6] Sua madre era Huwaydiya bint Ghaydan bin Jazi Al Shamir;[17]
- gli Al Kabir: tramite suo figlio Sa'ud.[16] Sua madre era Dashisha bint Rakan bin Mandil.[18]

Gli è intitolata la moschea principale di Riad.